# Köttingen (Langenfeld)
Köttingen ist eine Ortslage von Reusrath und Reusrath ist ein Stadtteil von Langenfeld.

## Lage

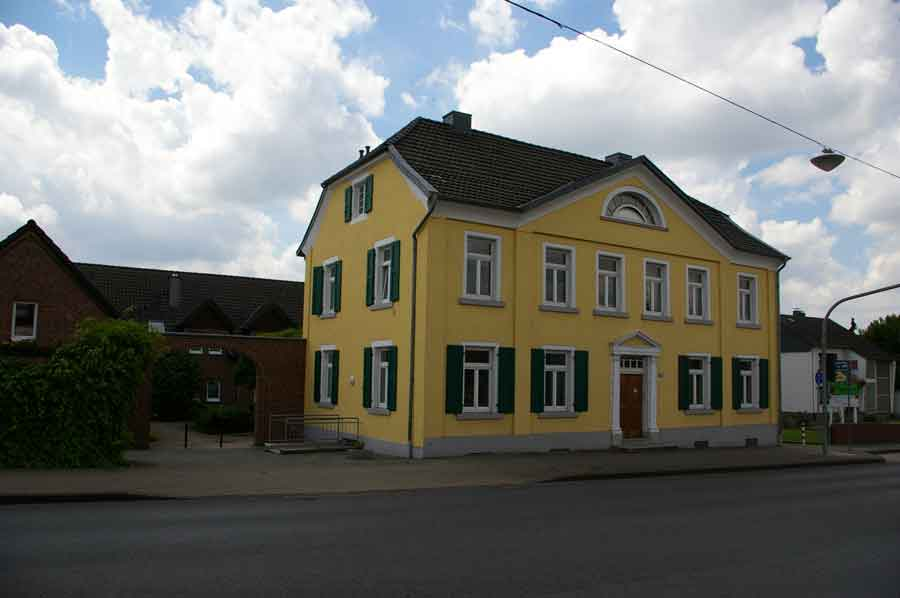
Gut Höschen, Hausingen oder Köttingen ?, an der Einmündung der Trompeter Str. in die B 8

Die derzeitige Ortslage von Köttingen umfasst die Steinstraße ohne Kämpe, den oberen Teil der Brunnenstraße sowie die Opladener Straße zwischen Hausingen und dem Gut Hecke. Das im Bild gezeigte Baudenkmal Gut Höschen, die ehemalige Hofanlage Opladener Straße 133, bildet den äußersten Norden der Ortslage, das Baudenkmal Gut Hecke, die noch bestehende Hofanlage Opladener Straße 197, grenzt im Süden an. Auf Schnepprath zu besteht für den Bereich Köttingen derzeit ein neuer Bebauungsplan, der die früher einzelnen Ortslagen weiter zusammenwachsen lässt. Mit Verdichtung der Bebauung sowie der Ansiedlung weiterer Einwohner in diesem Bereich lösen sich die früheren Siedlungsstrukturen mit einzelnen Gehöften weiter auf.

## Geschichte
Köttingen war durch einige Hofanlagen seit jeher landwirtschaftlich genutzt. Als Ort auf die Endung -ingen gehört Köttingen zu den frühesten Siedlungsnamen in unserem Raum. Die Ortsnamensforschung datiert die Gründungen auf die Zeit der so genannten rückläufigen fränkischen Landnahme in das 6. und 7. Jahrhundert. Damit dürfte Köttingen gemeinsam mit Hausingen und Bodingen (letzter Ortsname ist in Reusrath erloschen) früher als das eigentliche Reusrath (um den Alter Markt) besiedelt gewesen sein. Zudem führte der Mauspfad, der älteste Handelsweg durch das Rheinland, an Köttingen vorbei.
Die Vielzahl der kleinen Weiler im Übrigen, die einst die Gemarkung Reusrath bildeten und deren Existenz sich durch die vielen Ortslagen widergespiegelt findet, zeigt beispielhaft die einstige Siedlungsstruktur in ganz Langenfeld auf. Aus einer großen Anzahl verstreut liegender Gehöfte und kleinerer Ansiedlungen musste sich das heutige Langenfeld erst zu einem städtischen Gebilde finden.
Trotz der langen Siedlungsgeschichte erfahren wir erst am Ende des Dreißigjährigen Krieges Schriftliches von Köttingen und „Köttingern“, als am 10. Juni 1649 sowie am 9. April 1665 neben Männern aus ganz Reusrath auch eben Männer aus Köttingen durch „Zeugenverhör“ zum so genannten Normaljahr befragt wurden. Es galt einer Vereinbarung des Westfälischen Friedens folgend, Erkundigungen über die Konfessionen im Jahre 1624 anzustellen. Damals kamen die meisten Männer aus ganz Reusrath überein, dass zu dieser Zeit kein anderer als ein römisch-katholischer Priester tätig gewesen sei. Sie benannten den Mann mit vicarius Kraußkop. Einige wenige andere konnten sich dagegen an einen lutherischen Prediger namens Wilhelm Erhardi erinnern, so dass für das Normaljahr in Reusrath Geistliche beider Konfessionen festgehalten wurden. Die Anzahl der jeweiligen Zeugen indes sagte jedoch noch nichts über die tatsächliche Anzahl der Anhänger einer jeweiligen Konfession aus, sodass erst mit dem im Jahre 1672 zwischen dem Kurfürsten von Brandenburg und dem Pfalzgrafen von Pfalz-Neuburg geschlossenen Religionsvergleich Ruhe einkehrte. Er gestattete es den Lutheranern zu Reusrath wieder, ihre Religion frei auszuüben.

## Zum Namen
Während hinsichtlich Bodingens seitens des Namensforschers Heinrich Dittmaier die Gründung eines Bodo vermutet wird, nimmt Hans Bahlow einen Namen keltischen Ursprungs an, der sich mit Wasser, Sumpf, Schlamm, Moder oder Moor in Verbindung bringen oder sich davon ableiten ließe. Gleiches gelte nach Bahlow auch für Köttingen, während Dittmaier bezüglich Kött-ingens von einer Gebäudebezeichnung ausgeht. Ob allerdings das noch in den 1920er und 19330er Jahren so bezeichnete Gut Höschen einst die Keimzelle des Ortes Köttingen gebildet haben könnte, könnte allenfalls „wild gemutmaßt“ werden.

## Vermischtes
- 1799 wird ein Handelsmann aus Köttingen erwähnt.[1]
- 1902 werden unter anderem bei Köttingen erste Pflasterrinnen zur Befestigung der einstigen Köln-Arnheimer Chaussee, der heutigen B 8, gelegt.[1]
- 1913 wird ein „Ackerer“ Karl Joest aus Köttingen als stellvertretender Schiedsmann des Hermann Zons aus Kämpe genannt.[1]